# Päiviö Hetemäki

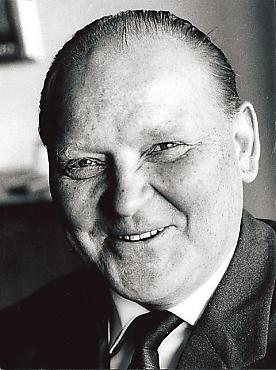
Päiviö Hetemäki.

Olli Päiviö Hetemäki, född 8 juli 1913 i Jyväskylä, död 12 maj 1980 i Helsingfors, var en finländsk politiker och bankman. 
Hetemäki, som var son till jordbrukare Kustaa Adiel Hetemäki och Impi Siviä Oikari, blev student 1932, avlade högre rättsexamen 1938 och blev vicehäradshövding 1941. Han var verksam som advokat 1938–1939, 1941 och 1945–1946, notarie i Birkala domsaga 1940, anställd vid Kaarlo Castréns advokatbyrå 1940–1941, e.o. tjänsteman vid Högsta domstolen 1942, kamrer vid Skolstyrelsen 1944, sekreterare i Finska industrins centralutskott 1947–1959, anställd vid Träförädlingsindustrins i Finland Centralförbund 1951–1953, biträdande direktör vid Träförädlingsindustriernas i Finland arbetsgivareförbund 1954–1959, verkställande direktör 1960–1962, verkställande direktör för Arbetsgivarnas i Finland centralförbund 1962–1970 och medlem av direktionen för Finlands Bank 1971–1978. Han var representant för Samlingspartiet i Finlands riksdag 1945–1962, ordförande i grundlagsutskottet 1954–1958 och ledamot av pris- och lönerådet 1947–1951. Han var medlem av fyra kortvariga regeringar; försvarsminister 1953–1954 samt finansminister 1958–1959, 1970 och 1971–1972. 
Hetemäki var en av Urho Kekkonens förtrogna och förmådde även påverka denne. Vänskapen till trots förmådde han bevara sitt oberoende. Han hade stor andel i tillkomsten av den första inkomstpolitiska helhetsuppgörelsen 1968 och lyckades i detta sammanhang genomdriva att arbetsgivarna började uppbära fackföreningsavgifterna genom att innehålla dem från de anställdas löner och dirigera dem direkt till facket. Han var även en central aktör vid tillkomsten av undantagslagen för återvalet av Urho Kekkonen 1973 och den som genomdrev bildandet av Näringslivets delegation.